# Profanum
Uzasadnienie: Obydwa artykuły dotyczą w dużej mierze pokrywających się tematów.Obie nazwy artykułów mają to samo pochodzenie łacińskie.
Profanum (łac. pro „przed”, fanum „świątynia”) – to, co ludzkie, sfera świeckości, przeciwieństwo sacrum – sfery świętej. W sferze tej odbywają się wszystkie codzienne wydarzenia z życia człowieka. Profanum jest łacińskim słowem dla świeckości. Różnica między świętym a świeckim była uważana za centrum społecznej rzeczywistości w ludzkich religiach przez Emile’a Durkheima.

## Świętość/Świeckość
Świat świecki zawiera wszystko, co pojmujemy naszymi zmysłami, to naturalny świat, codzienność, życie, które doświadczamy jako zrozumiałe lub co najmniej poznawalne – Lebenswelt (świat życia). W opozycji stoi świętość lub sacrum (łac.), które przedstawia wszystko, co istnieje ponad codzienność, coś, co jest nieuchwytne naszym zmysłom. Świętość może więc dawać poczucie uniesienia, ponieważ jest ono uznawane za niepoznawalne oraz ponad ludzkimi możliwościami zrozumienia. Durkheim wskazywał jednak na stopnie świętości, na przykład pewien amulet może być święty, lecz mało respektowany.

## Przejścia
Rytuał przejścia reprezentują ruch z jednego stanu, świeckości, do drugiego, świętości, lub odwrotnie, z powrotem do świeckości. Religie głównie są zorganizowane wokół świętych elementów ludzkiego życia i starają się, w kolektywnej próbie, połączyć świętość ze świeckością.

## Rozwój świeckości
Modernizacja oraz oświecenie doprowadziły do sekularyzacji kultury w ciągu ostatnich paru wieków, wynosząc świeckość ponad świętość. Globalny świat XXI wieku jest w rezultacie empiryczny, zmysłowy, umowny – innymi słowny: świecki.
Rozwój świeckości doprowadził do powstania kilkunastu kontrruchów, próbujących zmniejszyć rozmiar rozwoju świeckości. Modernizm nastawił się na przywrócenie mitów oraz poczucie sacrum w świeckiej rzeczywistości. Wallace Stevens, przemawiając za tym ruchem, napisał „jeśli nic nie byłoby boskie, to wszystko było samym światem”. Fundamentalizm – chrześcijański, muzułmański lub inny, odwrócili się od profanum z powrotem do świętego nakazu. Również psychologia stara się chronić granice indywidualności przed zbytnim profanum, ustanawiając rytualne miejsca pracy wewnętrznej, w opozycji do postmodernistycznej utraty prywatności.

### Przykłady w kulturze
Seamus Heany uważał, że „desakralizacja przestrzeni, jest czymś, co moja generacja doświadczyła na wszystkie sposoby”.

## Dychotomia święte – świeckie
Dychotomia święte-świeckie to idea proponowana przez francuskiego socjologa Emile’a Durkheima, który uznawał ją za główną charakterystykę religii: „religia to zunifikowany system wierzeń i praktyk związanych ze świętością, to znaczy, rzeczy oddzielone i zabronione.” W teorii Durkheima świętość reprezentuje interesy grupy, szczególnie jedność, która była uosobiona w świętych symbolach bądź totemach. Natomiast świeckość związana jest ze zwykłymi indywidualnymi sprawami. Durkheim stwierdził wyraźnie, że ta dychotomia nie jest równa dobru oraz złu. Święte może być zarówno dobre jak i złe, tak samo świeckie. Durkheimowskie twierdzenie o uniwersalności tej dychotomii dla wszystkich religii oraz kultów było krytykowane przez uczonych, między innymi przez brytyjskiego antropologa Jacka Goody’iego. Goody zauważał, że „wiele społeczeństw nie ma słów, które tłumaczyłyby świętość i świeckość, które podobnie jak różnica między naturalnym a nadnaturalnym, jest produktem religijnej myśli europejskiej, niż uniwersalnie akceptowanym kryterium”. Jak wyjaśnia Tomoko Masuzawa w „The Invention of World Religions: Or, How European Universalism Was Preserved in the Language of Pluralism”, system porównawczy religii uprzywilejował chrześcijaństwo kosztem innych wierzeń nie-chrześcijańskich. Każda kosmologia bez binarnej świętości oraz świeckości była uznawana jako niewidoczna na polu religioznawstwa, ponieważ dychotomia miała być „uniwersalna”.